# Huaisheng-Moschee

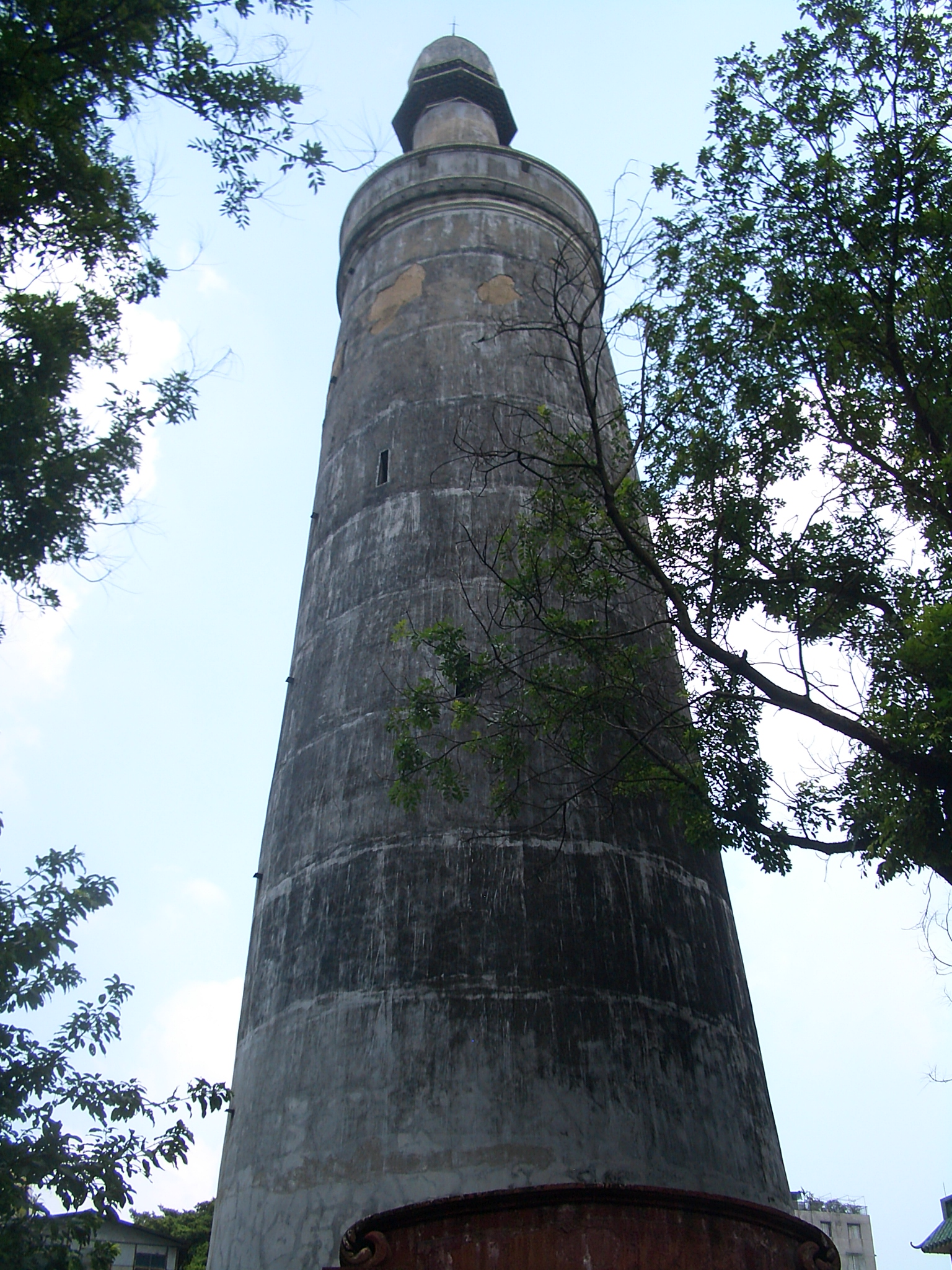
Minarett der Huaisheng-Moschee

Die Huaisheng-Moschee (chinesisch 懷聖寺 / 怀圣寺, Pinyin Huáishèngsì, Jyutping waai4 sing3 zi2, englisch Huaisheng Mosque / Lighthouse Mosque) auf der Straße namens Guangta Lu in Guangzhou (Kanton), China, gilt als die älteste Moschee Chinas. Sie wurde im 7. Jahrhundert in der Zeit der Tang-Dynastie erbaut. Der chinesische Name Huaisheng bedeutet, dass sie zum Gedenken an Mohammed, den Gesandten Allahs, errichtet wurde.
Weitere chinesische Namen sind Guangtasi 光塔寺, Huaisheng Guangtasi 怀圣光塔寺 sowie Longfengsi 龙凤寺 / 龍鳳寺.
Ihr zylindrisches Ziegelsteinminarett mit dem chinesischen Namen Guangta (光塔 „Pagode des Lichts“ oder „Glatte Pagode“; kantonesisch gwong1 taap3) ist mit über 36 Metern auffallend hoch und – eine chinesische Kuriosität – arabisch gestaltet. Das Minarett stand am Flussufer und diente zugleich als Leuchtturm für die Schiffe auf dem Perlfluss.
Der islamische Missionar Saʿd ibn Abī Waqqās, einer der Gefährten und Begleiter des Propheten Mohammed, wird mit der Gründung der Moschee zur Zeit der Regierungsepoche Yonghui (永徽, Pinyin Yǒnghuī, Jyutping wing5 fai1, 650–655) des Kaisers Tang Gaozong 唐高宗 (reg. 649–683) in Verbindung gebracht, vermutlich dürfte sie aber zu Anfang der Tang-Dynastie von arabischen Kaufleuten gegründet worden sein.
Das jetzige Gebäude stammt aus der Qing-Zeit. Nach einem Brand in der Mitte des 14. Jahrhunderts wurde die Moschee wiederaufgebaut. Sie wurde auch seitdem mehrfach restauriert.
Moschee und tangzeitliches Minarett (chinesisch 懷聖寺光塔 / 怀圣寺光塔, Pinyin Huaishengsi guangta, Jyutping waai4 sing3 zi2 gwong1 taap3) stehen seit 1996 auf der Liste der Denkmäler der Volksrepublik China in Guangdong (4–85).